# Ivo Tomašević
Mons. Ivo Tomašević (Vidovice, Bosanska Posavina, 12. siječnja 1960.), glavni tajnik biskupske konferencije BiH. Stric je hrvatskom političaru i aktualnom zagrebačkom gradonačelniku Tomislavu Tomaševiću.

## Životopis
Rođen je 1960. godine u Vidovicama, župi kod Orašja, osobito poznatoj po brojnim svećenicima, redovnicima i redovnicama. Rođen u obitelji od šestero braće i sestara. Školovao se u zadarskom sjemeništu „Zmajević“, gdje mu je duhovnik bio Vinko Puljić. Za svećenika Vrhbosanske nadbiskupije zaređen je 5. srpnja 1986. godine. Za svećenika ga je zaredio Franjo Komarica, onda mladi pomoćni banjolučki biskup. Zaredio ga je u sjemenišnoj crkvi sv. Ćirila i Metoda jer su u to vrijeme u katedrali bili radovi na unutarnjoj obnovi. Za tajnika ga je uzeo nadbiskup Vinko Puljić 1991., nakon što je postao nadbiskupom te nadbiskupije. Uskoro mu je povjerio i dužnost kancelara.
Danas je urednik Katoličke tiskovne agencije biskupske konferencije Bosne i Hercegovine. Priprema vijesti iz Crkve u BiH za Radio Vatikan na hrvatskom jeziku.
Od 1999. redovito pjeva u Katedralnom mješovitom zboru „Josip Stadler“.
Članke je objavio u Stećku. Priredio je knjigu Papa u Sarajevu. Zastupljeni je autor u zborniku radova u povodu imenovanja vrhbosanskog nadbiskupa Vinka Puljića kardinalom Crtajte granice ne precrtajte ljude i Čitanci o ljudskosti, ljubavi i patnji: o knjizi intervjua biskupa Franje Komarice s Winfried-om Gburekom "Ljubav. Sila. Domišljatost. Skidanje maski.

## Vanjske poveznice
- Tomašević osudio medijski linč na Komaricu, evo što je poručio Dodiku, direktno.hr  Arhivirana inačica izvorne stranice od 24. svibnja 2016. (Wayback Machine)